# Barkócaberkenye
A barkócaberkenye, barkócafa vagy barkóca (Sorbus torminalis) a berkenye nemzetségbe tartozó középtermetű, lombhullató növényfaj, a madárberkenye közeli rokona. Úgynevezett „másodrendű fa”, az erdők alsó koronaszintjébe tartozik. 2000-ben az „év fájának” választották.
Változatai:
- Sorbus torminalis var. torminalis. Európa, Északnyugat-Afrika
- Sorbus torminalis var. caucasica. Kaukázus és az Alborz hegység. A levelek kevésbé mélyen karéjosak a var. torminalisénál.

## Etimológiája
Elsőként Columella említi a fajt De re rustica c. művében „sorbum torminale” néven. idősebb Plinius enciklopédiájában „sorbus torminalis” néven szerepel. Carl von Linné Crataegus torminalis néven, tehát a galagonyákkal egy nemzetségben írja le a fajt. 10 évvel később Heinrich Johann Nepomuk von Crantz adja neki a mai, az ókorival megegyező „Sorbus torminalis” nevet. A fajnév (torminalis) jelentése „kólikát enyhítő”, mivel termését gyomor- és bélbajok orvoslására ajánlották.
Elterjedt magyar neve a barkócaberkenye, de használatos volt a barkócafa, barkolcsa, kuckuruc, uckurucfa elnevezés is.
A magyar nyelv történeti-etimológiai szótára szerint a barkóca szó szláv, illetve délszláv eredetű. A Dráva–Száva közéről származó korai adatok alapján a magyarba valószínűleg egy déli szláv brekovicva, vagy brekavicva alak kerülhetett át barkócaként. A népnyelv „bunkósbot” vagy „bercőkés bot” elnevezéssel is illetik, mivel gyakran készítettek belőle furkósbotokat. (A fát tavasszal megszurkálva, a sebzések helye őszre görcsösre forr, ami alkalmassá teszi furkósbotnak.)
A Szamota István gyűjtéséből Zolnai Gyula által szerkesztett 1902-es oklevélszótár tanúsága szerint a középkori oklevelekben gyakran említették a barkócát Burcholcha, Borcholcha, Borkouchafa és Barkolchafa elnevezésekkel.
Első fennmaradt ábrázolása Hieronymus Bock füveskönyvében jelent meg. Lippay János XVII. századi Posoni kert c. művében a barkóca bogyójának nyers fogyasztását említi. Angliai és Bécs környéki források is feljegyezték fogyasztását. Került a termésből a londoni, bécsi és prágai piacokra is. Gyümölcsével Angliában a sört ízesítették, mielőtt a komló kiszorította volna. Oroszországban és Németországban nyersen és szószként fogyasztották kenyérrel, burgonyával, befőttnek is elkészítették. A barkócalekvár ízét a csipkebogyólekváréhoz hasonlították. A termésből készítettek gyomorkeserűt újborral-mézzel keverve, de gyümölcsborok adalékaként is szolgált. A magból kioldódó savak által enyhén mandulaízűvé tett pálinka is főzhető belőle, ezt ma már csak igen kevés helyen állítják elő.

## Elterjedése
A meleget kedvelő, a fagyra érzéketlen fafaj. Valójában a hegyvidéki meredek sziklaoldalak növénye, ahol egyszerre kap elegendő fényt és vizet, bőven virít és terem. A száraz homokot és a nedves talajokat kerüli. Másodrendű faként az árnyékot hosszabb ideig is elviseli. Az előhegységek és dombvidékek mészkő felett kialakult agyag- és vályogtalajain növekszik legjobban. Tölgyesek jellemző elegyfája, Magyarországon tipikusan gyertyános-kocsánytalan tölgyes társulásokban, néha bokorerdőkben, cseres-tölgyes társulásokban, bükkös klímában is előfordul. A Kárpát-medencében átlagosan 670 m tszf. magasságig kapaszkodik fel, tehát a kollin-szubmontán régió jellemző fája.
Élőhelye tagolt, szubmediterrán súlypontú. Európában sokfelé őshonos: szórványosan megjelenik Anglia és Wales területén, keletre Dániáig, Lengyelországig, délen felbukkan Északnyugat-Afrikában is, délkeleten  Délnyugat-Ázsiáig – Kis-Ázsiától a Kaukázus és Alborz hegységekig nyúlik elterjedési területe. Szubmediterrán fajként a csapadékos nyárelőt, a sok napsütést és a tartós nyári meleget szereti. Rosszul viseli a levegőtlen, kötött talajokat, a magas talajvizet. A szárazföldi klímát nem kedveli, a Kárpát-medence alföldjeiről hiányzik – csak a peremi részekre, például a Szatmári-, a Beregi-síkra és a Szigetköz területére ereszkedik le. Magyarországon a középhegységekben és a dombvidékeken szinte mindenütt előfordul, a Nyugat-Dunántúlon csak szórványosan, Belső-Somogyból teljesen hiányzik. E növényfaj előfordul a Bükk-vidéken.

## Jellemzői

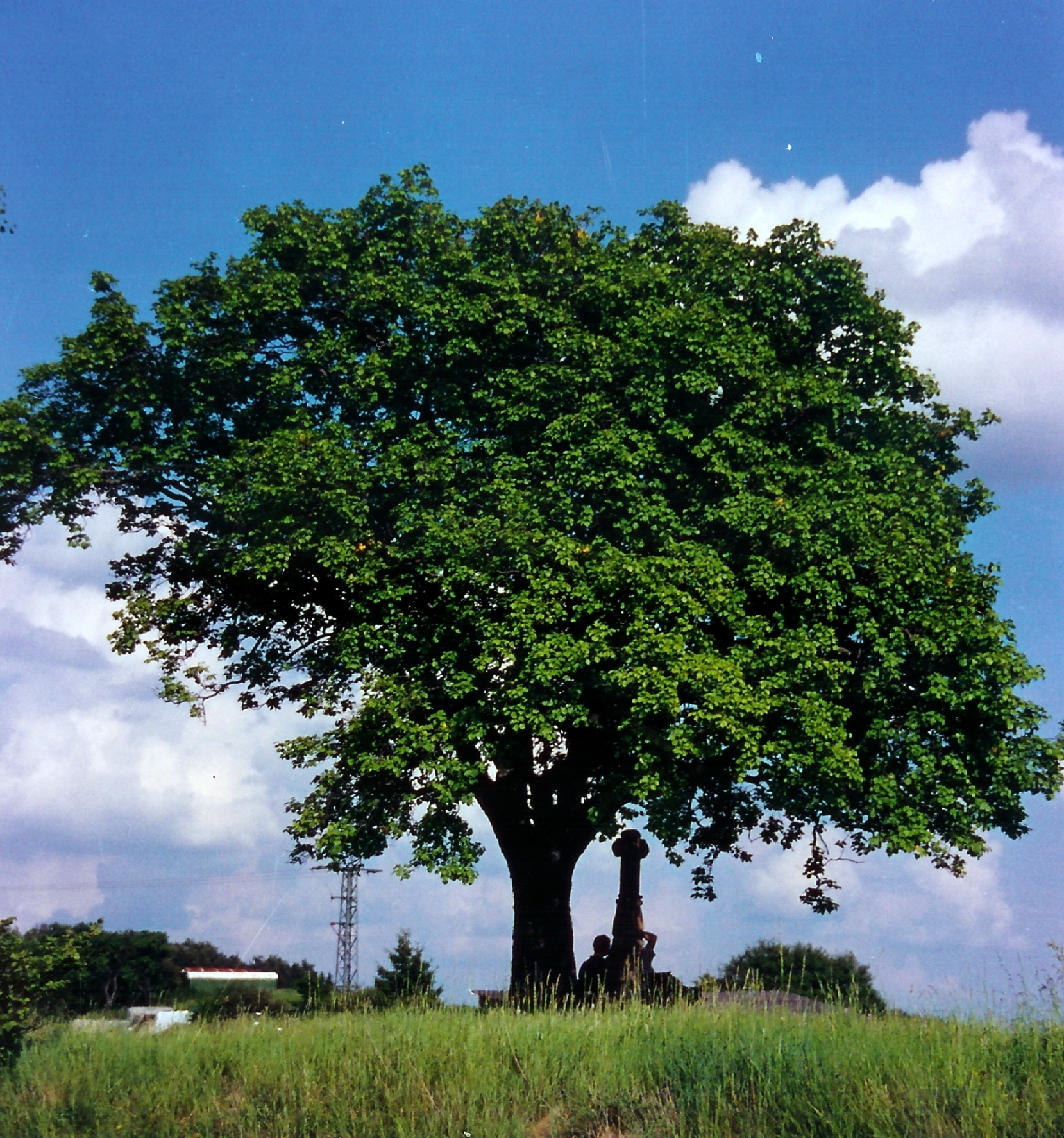
Magánosan álló barkóca

Közepes méretű faj, általában 15-20 méterre nő meg, ám Németországban regisztrálták már 33,3 méteres példányát is (csak állandóan szabadon álló helyzetben nőhet ekkorára). Méretes, akár 1,3 méter átmérőjű törzset és viszonylag keskeny koronát növeszt.
Kérge fiatal korban szürkés, sima, világos keresztirányú lenticellákkal (paraszemölcsökkel) tagolt; idősebb korban sötétbarna, pikkelyesen letöredező.
Gyökérzete kezdetben karógyökér, majd sekély, elágazó szívgyökérzetet fejleszt – emiatt az átültetésre érzékeny. 
Az oldalirányba messze elfutó gyökerek túlérnek a koronacsurgón. Az idősebb barkócák gyökérzete 1–2 m mélységig is lehatol, fejlett gyökérrendszere miatt a szeleknek jól ellenáll. A gyökerek arbuszkuláris mikorrhizásak.
Mintegy 10 cm átmérőjű, szórt állású levelei tojásdadok, mélyen karéjosak (7 karéjjal), szúrósan fogazottak. A két alsó karéj hosszabb a többinél, csaknem a levélnyélre merőlegesen állnak. Felszínük fényes sötétzöld, fonákjuk világosabb, fiatalon molyhos. Ősszel feltűnő sárgára, bíborszínre, pirosra színeződnek.
Hosszú kocsányú, bódító illatú fehér virágai 6–8 mm átmérőjűek, 1,2 cm hosszúak, lapos bogernyőkben nyílnak a lombosodás után, május-június környékén. Számos rovarfaj képes megporozni, de a virág kis mérete miatt az apróbb rovarok porozzák szívesen. Kiváló mézelő növény.
Szeptemberben beérő, október táján lehulló termése kerek, zöldessárga, éretten rozsdabarna, fehéren pontozott. Mérete 2–3 cm, alakja hosszúkás, körteforma. Kemény (de az első fagyok után megpuhuló, szottyosodó), édes-savanykás, éretten leginkább szilva- vagy meggylekvárra hasonlító ízű és állagú ehető almatermés.
A pergamenszerű magházban 4, 6–7 mm hosszú vörösesbarna, fénytelen mag található. Ezek ortodox magvak, tehát a csírázóképesség romlása nélkül 8-10%-os nedvességtartalomra szikkaszthatók, lehetővé téve tárolásukat +4 – −5 °C-on akár évekig is. A magokat a madarak terjesztik.
Sarjadzással nehezebben szaporodik, bár az optimálisan 60-80 évesen kitermelt fa törzsének kidöntése után 10-30 méter sugarú körben olykor megjelenhetnek a gyökérsarjak. Tősarjakat fiatal korban hoz, az idősebb fák erre már nem képesek. Vízhajtásokat ritkán hoz.
Kertekben, parkokban ritkán látható, mert gyér karógyökérzete rosszul viseli az átültetést. Hibridjei azonban parkok, zöldfelületek szép színezőelemei, a kisebb koronájú változatok szűk utcák fásítására is alkalmasak. A rózsafélék más nemzetségeihez hasonlóan könnyen kereszteződnek, számos állandósult hibridfaja létezik; csak a lisztes berkenyével (Sorbus aria) mintegy 25.

## Kártevői
A barkócán található ízeltlábúak általában véve a tölgyerdőben megszokottal megegyeznek. Levelein a legtöbb polifág lombfogyasztó lepke hernyója (például gyapjaslepke, kis téliaraszoló) megtalálható. Lombja azonban az egészen fiatal levelek kivételével nem igazán kedvelt táplálék, a vastag kutikulái miatt. Leveleit fogyasztják az oligofág aknázómolyok, a kisebb zsákhordómolyok és a gubacsatkák (Eriophyidae) okozhatnak szabálytalan kinövéseket. A Stigmella torminalist idáig csak a barkócán találták meg. Szintén monofág aknázómolya a barkóca monofág aknázómolya a kisebb termetű, kétnemzedékes Stigmella hahniella. A Dysaphis sorbi levéltetű okozza a hajtáscsúcs leveleinek torzulását, sárgulását, fodrosságát. Termésében más almatermésűeket is fogyasztó molylepkék lárvái találhatók meg. Gyümölcseinek húsát előszeretettel rágják meg a különféle darazsak, köztük a lódarázs is. Fájában számos faj képes fejlődni, köztük a faanyag minőségét lerontó varratos bükkszú (Xyloterus domesticus) és a kétalakú púposszú (Xyleborus dispar). Az elszáradt törzsben vagy az élő fa elszáradt ágaiban előfordul a nagy gyümölcsfa szú (Scolytus mali) és a kis gyümölcsfa szú (Scolytus rugulosus).
A barkócaberkenyét a vírusok nemigen támadják meg. A baktériumok közül a tűzelhalást okozó Erwinia amylovora baktériumok tesznek kárt benne főleg. A berkenyék legnagyobb kórokozói a gombák, ezek élősködhetnek a leveleken, a hajtásokon, az ágakon és a kéregben is. A gazdacserés gombák közül a Gymnosporangium torminali-juniperinum és a G. cornutum előfordulása bizonyított. Előfordul még az Ocroshora ariae rozsdagomba. A fa pusztuló ágain a Nummulairella marginata tömlőgomba figyelhető meg, mely csak a legyengült növényt képes megtámadni. A gyökereket és a gyökfőt a gyűrűs tuskógomba-fajok (Armillaria spp.) korhaszthatják, ezek is inkább csak a legyengült fákat támadják meg.

## Faanyagként

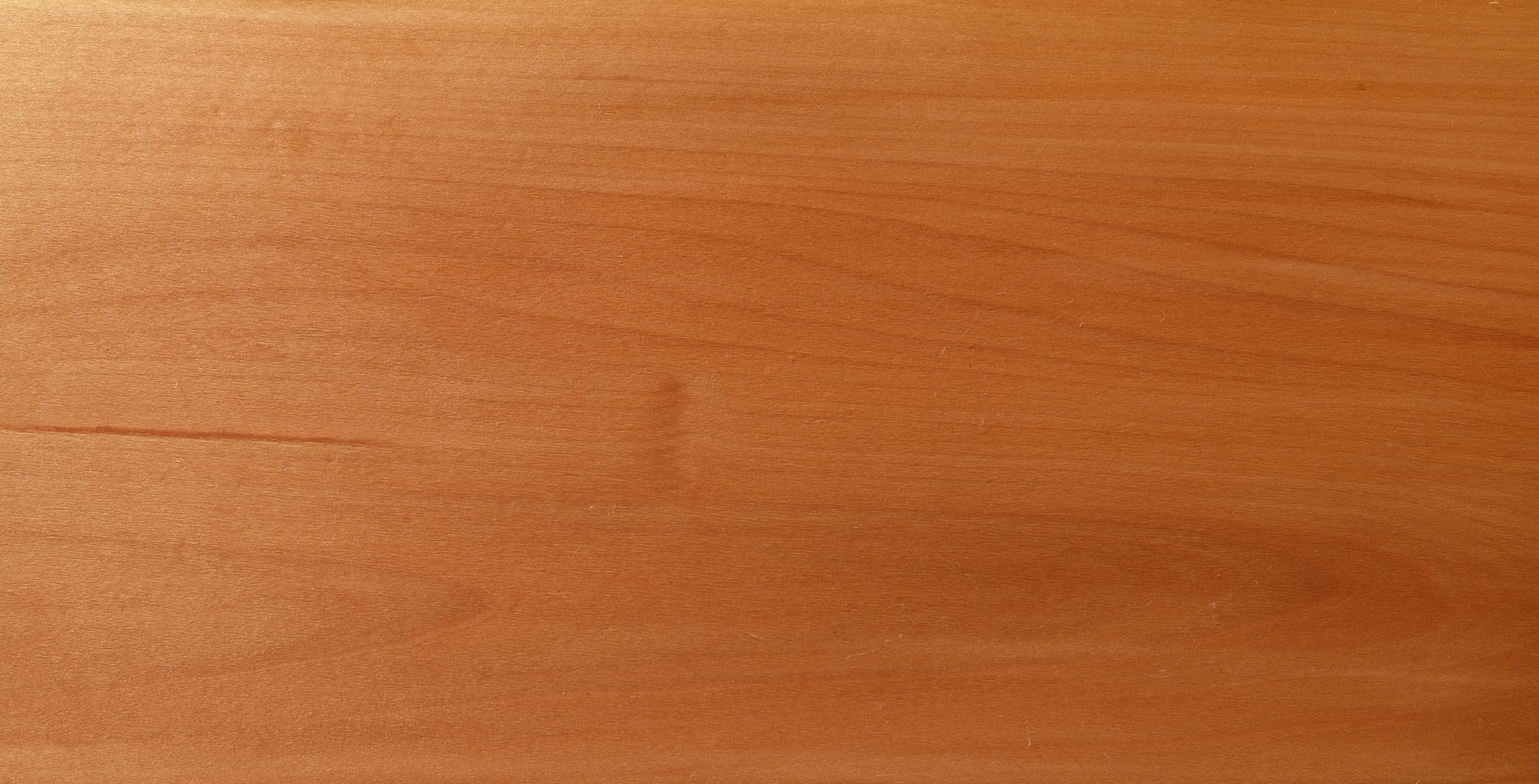
A barkóca fája

Vöröses-barnás fája kemény, finom szövetű. Faragásra, műszerek készítésére használják fel.
A szíjács és a geszt egyszínű barnásvörös. Az évgyűrűk keskenyek. A korai és a késői pászták nem különülnek el, de az évgyűrűhatárok jól észrevehetőek. Két fontos fahibája van: a sötét színű álgeszt és a göcsösség. A fát érdemes tavasszal feldolgozni, mert igen fülledékeny. A vékonyabb hengeres faválasztékok is jól feldolgozhatóak kisebb dísztárgyaknak, fatömegcikkeknek. A berkenye csak igen lassan, s körültekintően szárítható ki. 
Megmunkálása  nagy szakértelmet és odafigyelést igényel, hiszen könnyen elvetemedhet. Gyalulása nehéz, de megéri a fáradságos munkát, hiszen megfelelően elkészítve esztétikus, szép felületet ad. Könnyen fényezhető, lakkozható, de vigyázni kell, mert hajlamos az oxidatív elszíneződésre. Csavarozása vagy szögelése esetén érdemes előre fúrni, mert könnyen elrepedhet. A barkócaberkenye felhasználható míves, egyedi bútorok elkészítésére, de szobrok és dísztárgyak is egyaránt faraghatóak belőle. A barkóca egyenletes és értékes fáját nem célszerű szerszámnyélnek felhasználni, mert arra alkalmasabb az olcsóbb akácfa is.

## Képek

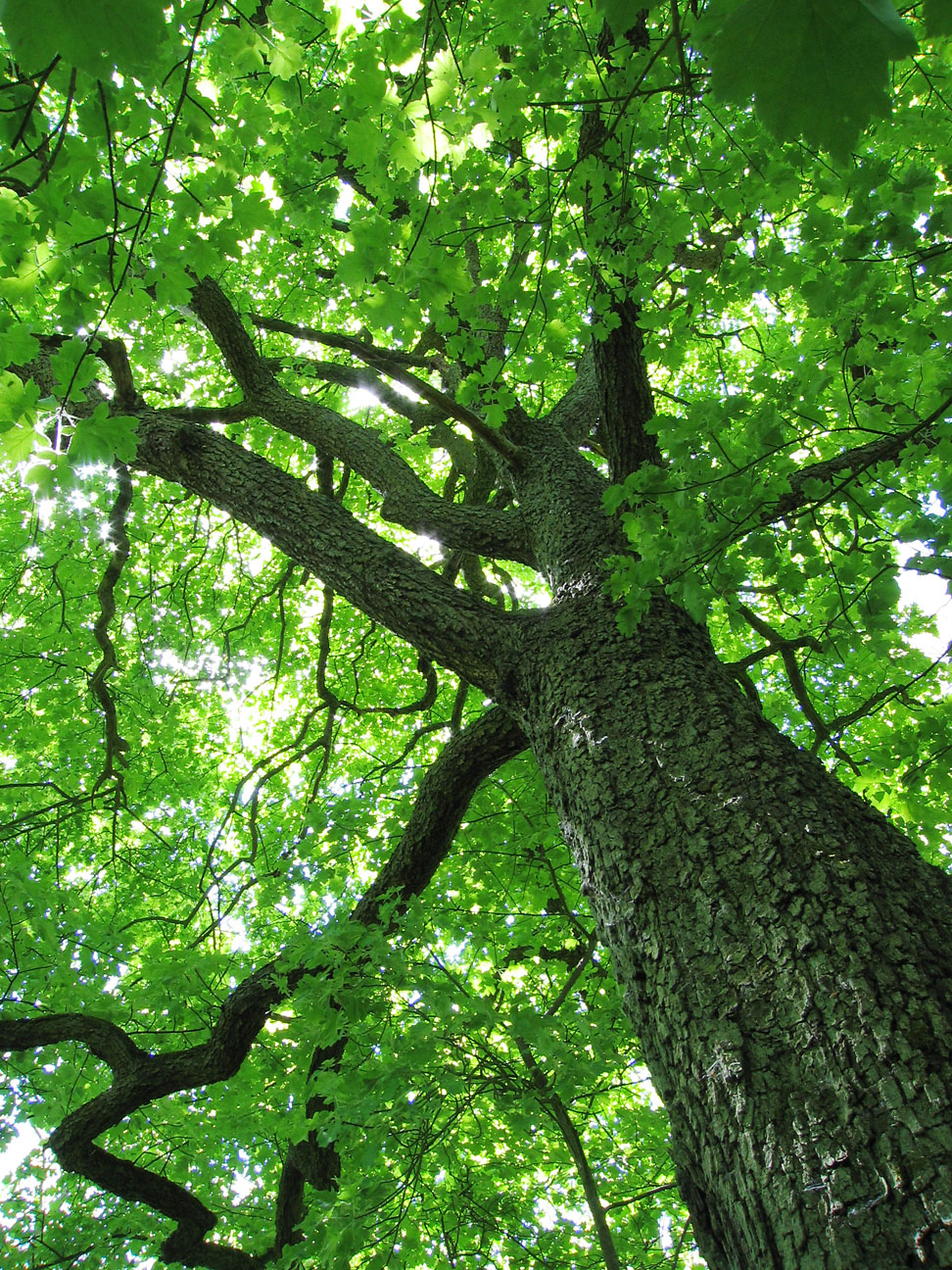
Törzs és lomb
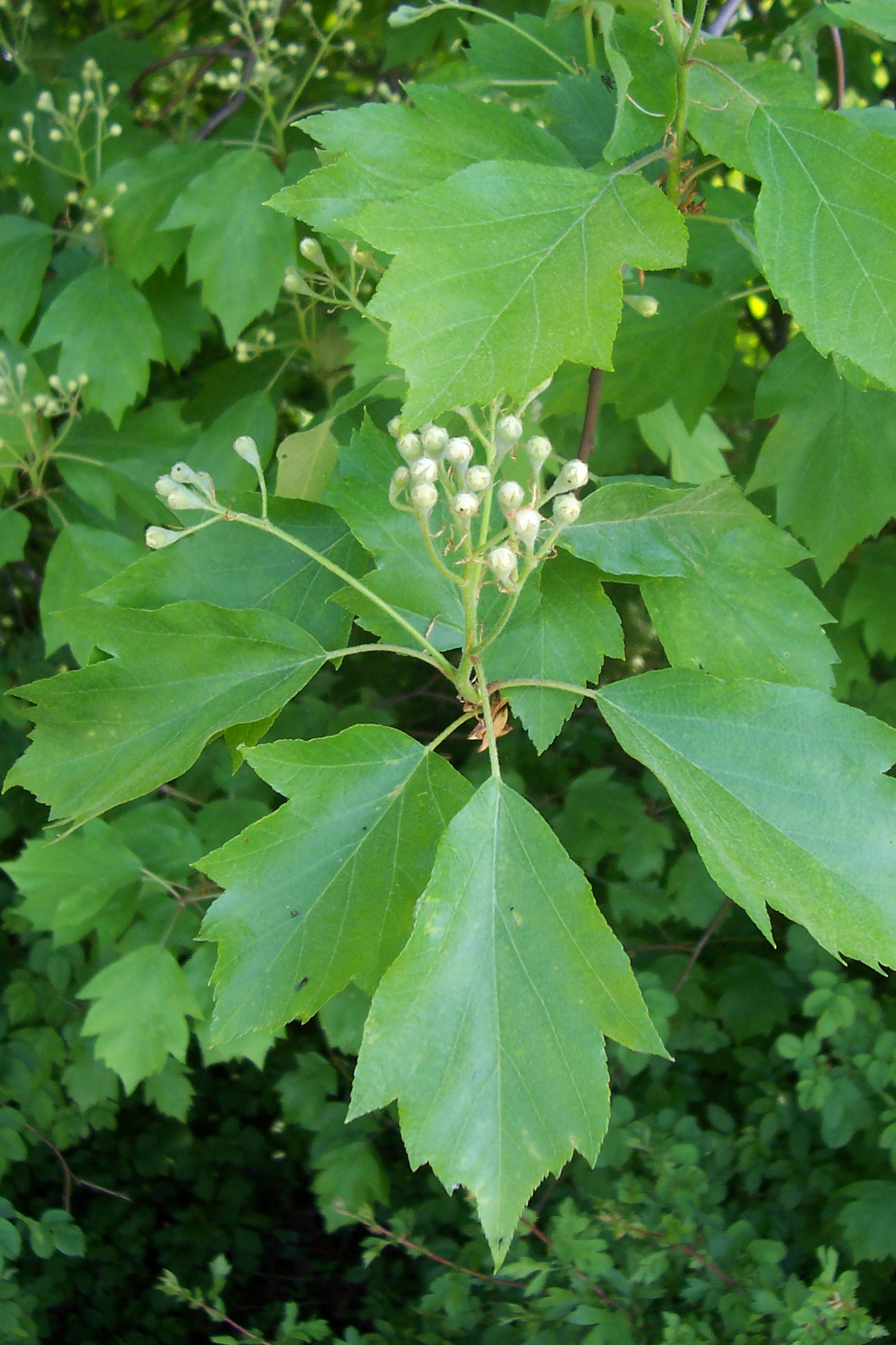
Levelek és virágbimbók
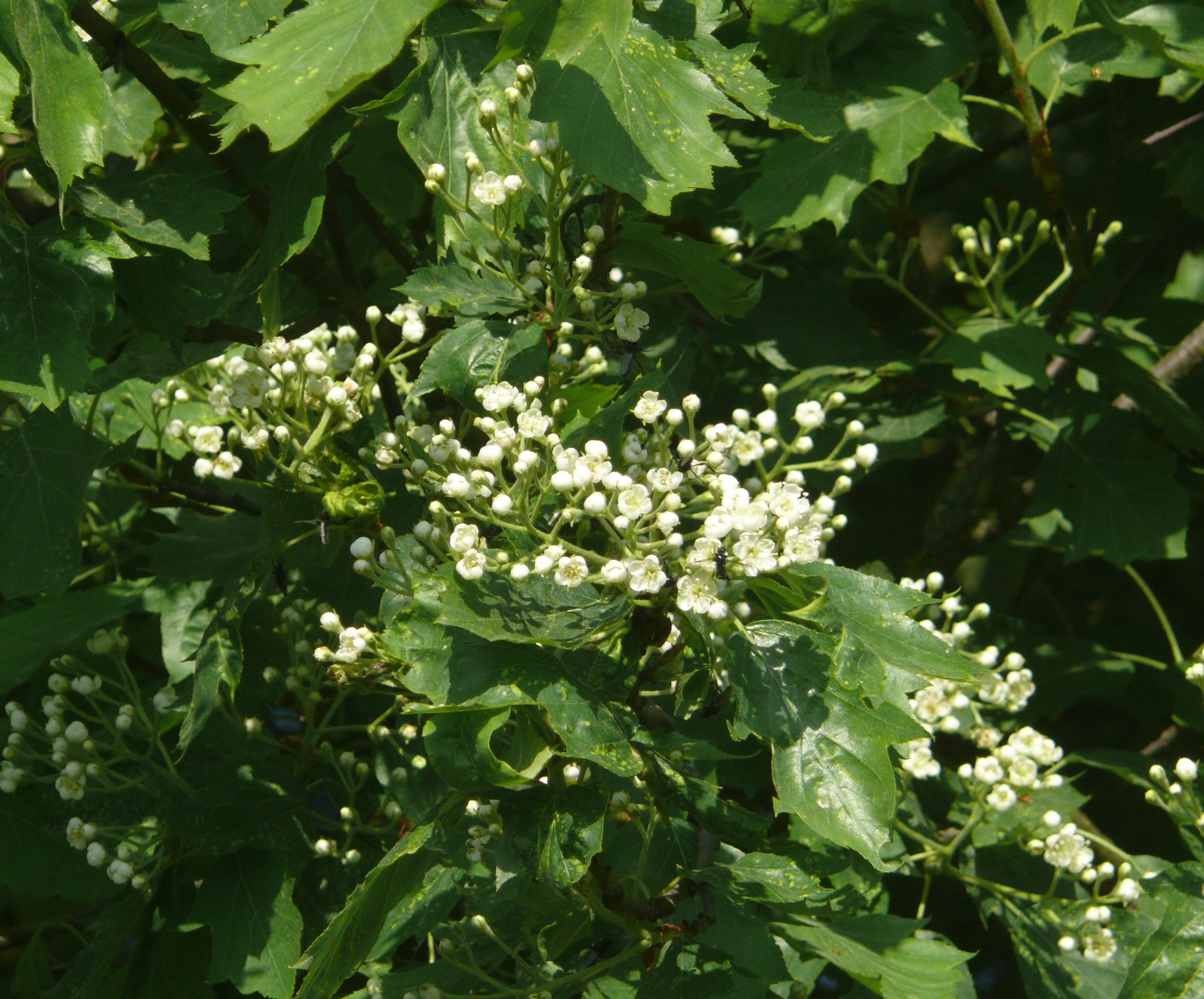
Virágok
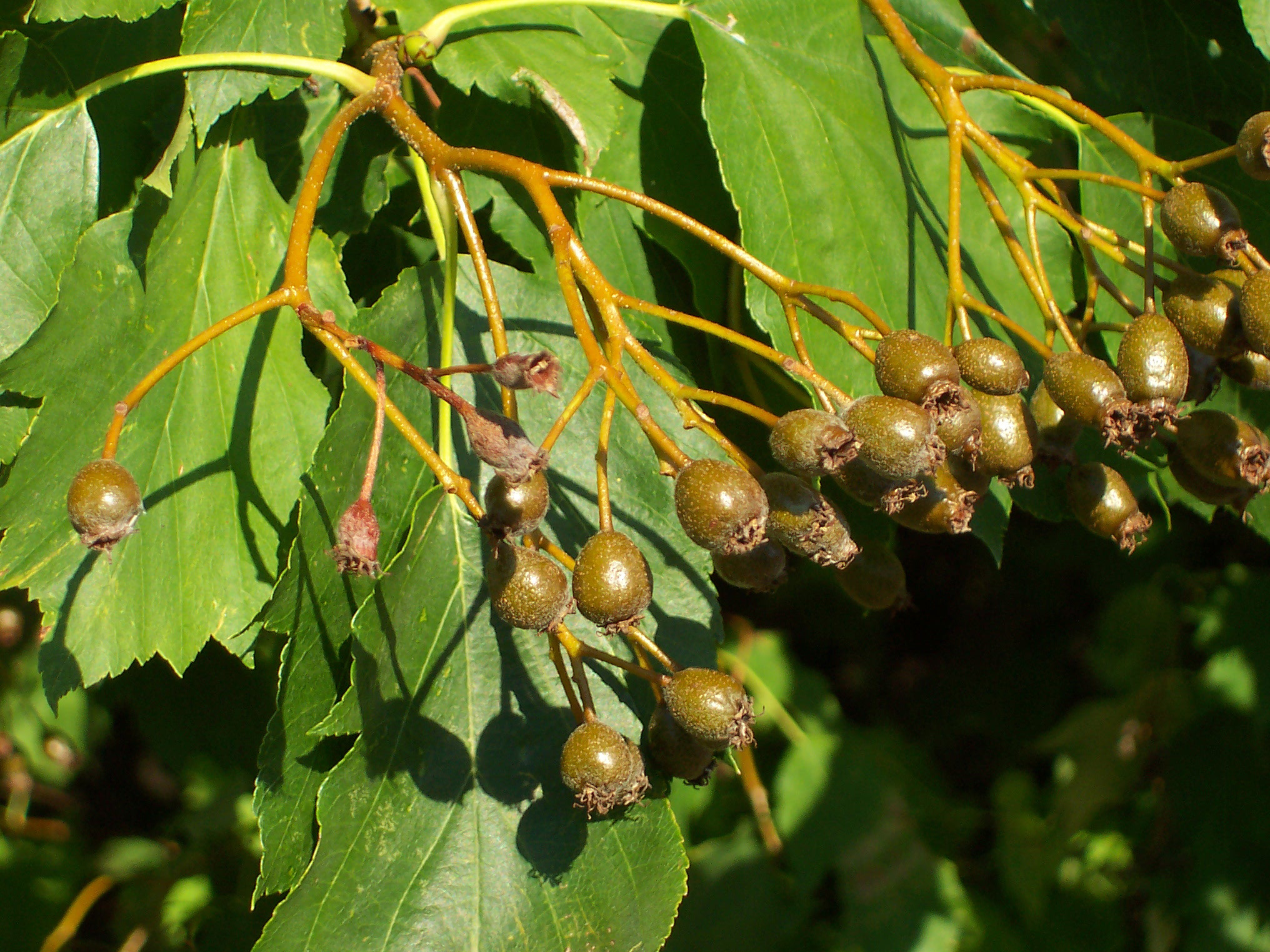
Termések
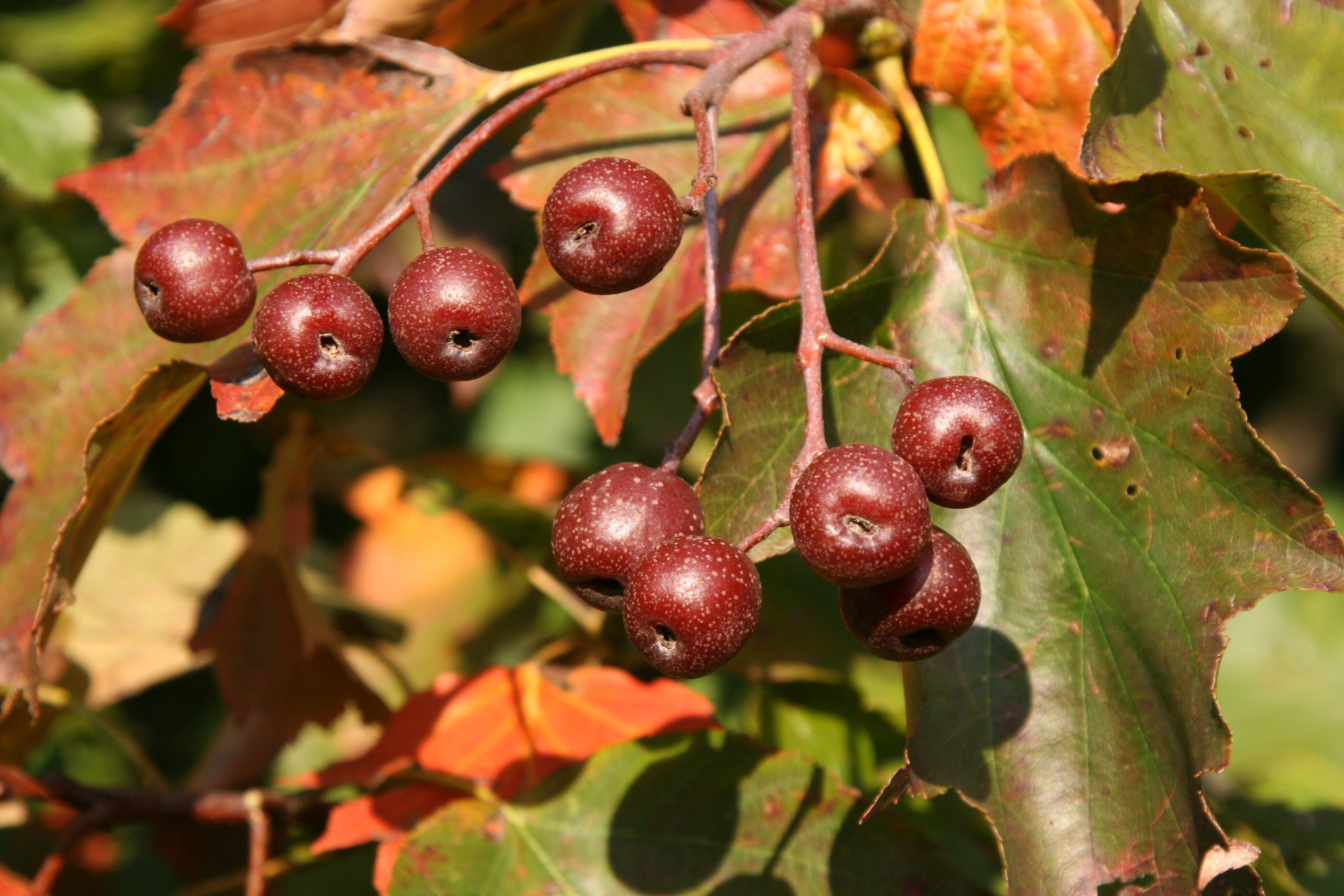
Levél és termések
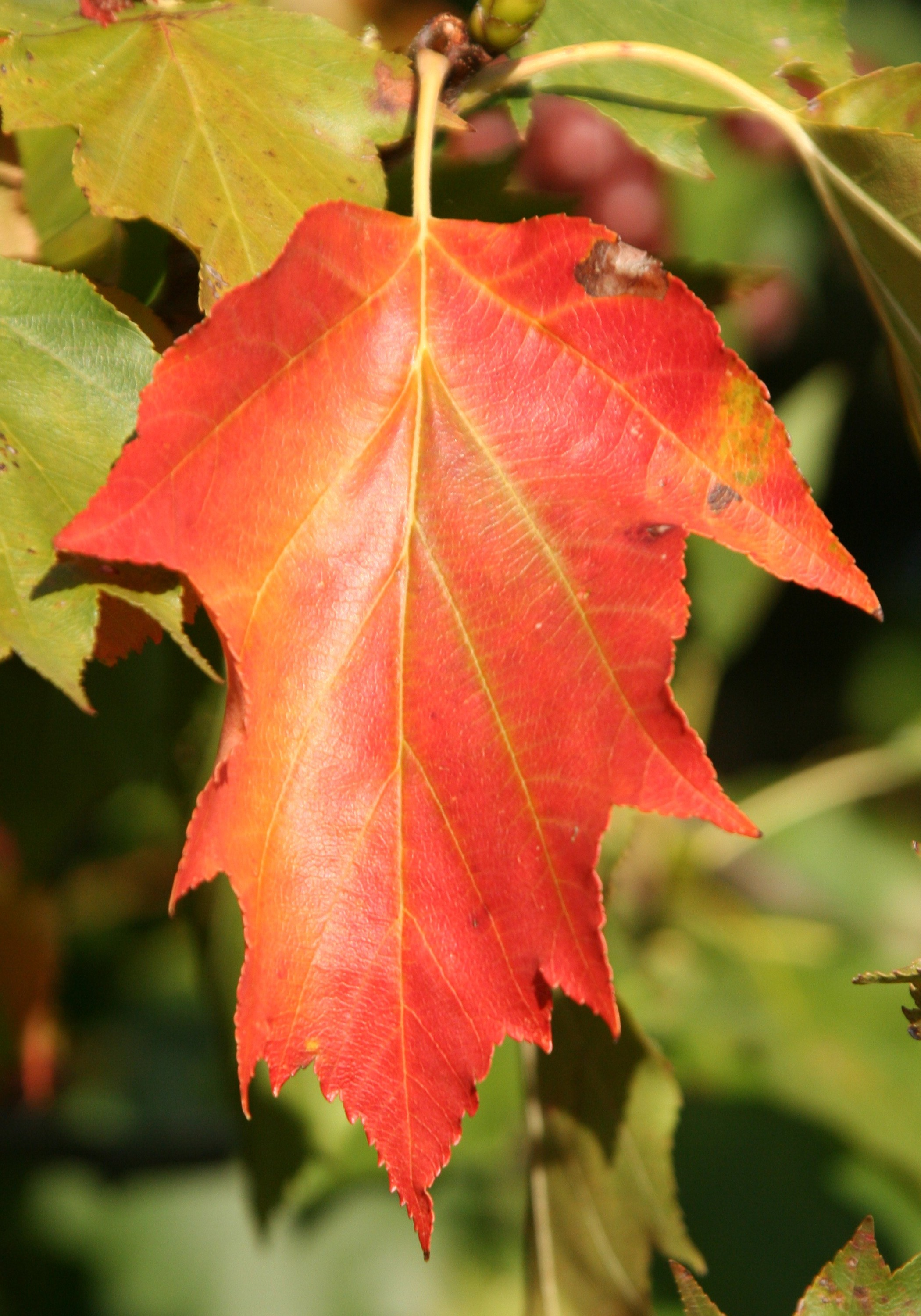
Levél ősszel